# Omar Ayuso
Omar Ayuso (Madrid, 26 marzo 1998) è un attore spagnolo.

## Biografia
Omar Ayuso è un attore e modello spagnolo, nato il 26 marzo 1998 a Madrid, Spagna. È principalmente conosciuto per il suo ruolo di Omar Shanaa nella serie televisiva spagnola Élite, prodotta da Netflix. La serie, distribuita tra il 2018 e il 2024, è diventata rapidamente popolare a livello internazionale e ha portato Ayuso a guadagnare una notevole visibilità.
In Élite, Ayuso interpreta Omar Shanaa, un giovane musulmano gay che affronta varie sfide legate alla sua identità e alle pressioni culturali e familiari. Il personaggio di Omar è uno dei principali della serie e la sua relazione con Ander, interpretato da Arón Piper, è una delle trame centrali.
Oltre alla sua carriera in Élite, Omar Ayuso ha partecipato ad altri progetti cinematografici e televisivi e ha lavorato come modello. Nel campo della moda, Omar Ayuso ha collaborato con vari marchi e stilisti, partecipando a campagne pubblicitarie e sfilate. Il suo stile personale e la sua presenza carismatica gli hanno permesso di distinguersi come modello e influencer.
Omar Ayuso ha iniziato a interessarsi alla recitazione e al mondo dello spettacolo sin da giovane. Ha studiato Comunicazione Audiovisiva all'Università Carlos III di Madrid, dimostrando un interesse per il cinema non solo come attore ma anche come creatore di contenuti.

## Filmografia parziale

### Cinema
- On the Go, regia di Julia de Castro e María G. Royo (2023)

### Televisione
- Élite - serie TV, 56 episodi (2018-2024)
- Élite historias breves: Nadia Guzman - serie TV, 2 episodi (2021)
- Élite historias breves: Omar Ander Alexis - serie TV, 3 episodi (2021)
- Élite historias breves: Samuel Omar - serie TV, 3 episodi (2021)
- I Farad (Los Farad) - serie TV, 2 episodi (2023)